# Jimmy Harrison (Jazzmusiker)
James Henry „Jimmy“ Harrison (* 17. Oktober 1900 in Louisville, Kentucky; † 23. Juli 1931 in New York City) war ein US-amerikanischer Jazz-Posaunist und Sänger des Swing.
Jimmy Harrison begann 1916 in Detroit Jazz zu spielen, ging in den folgenden Jahren mit kleineren Formationen auf Tourneen. Er hörte 1922 Louis Armstrong und King Oliver in Chicago. Daraufhin ging er nach New York und spielte mit Fess Williams, June Clark, Elmer Snowden und Billy Fowler (1926 zusammen mit Tommy Ladnier und Benny Carter).
Harrison war auch kurze Zeit bei Duke Ellington und ab 1926 bis 1931 Mitglied des Orchesters von Fletcher Henderson. Er nahm in der Regel aber nicht an den Tourneen der Band teil, sondern arbeitete in solchen Perioden in der Band von Charlie Johnson. Ende 1930 wirkte er an der legendären Session der Chocolate Dandies mit Benny Carter und Coleman Hawkins mit. Mehrere Monate bis zu seinem Tode 1931 war er bei Chick Webb engagiert. Jimmy Harrison nahm im Laufe seiner kurzen Karriere Schallplatten mit Benny Carter, Ellington, Fletcher Henderson, Bessie Smith und Webb auf.